# 요사미촌 (오사카부)
요사미촌(일본어: 依羅村)은 일본 오사카부 히가시나리군에 설치되었던 촌이다. 현재의 오사카시 스미요시구 동부에 해당한다.